# 阿鸽
阿鸽（1948年5月—），别名邓明英，女，彝族，西康（今四川）越西人，中国艺术家，一级美术师。

## 生平
1948年出生于西康省凉山越西县的一个彝族家庭，1964年毕业于四川美术学院民族班，后进入位于重庆化龙桥的中国美术家协会四川分会。

## 社会兼职
现任中国美术家协会理事、四川省美术家协会主席、四川省文学艺术界联合会副主席，神州版画博物馆馆长。

## 作品
- 《阿鸽版画》
- 《四川少数民族画家画库·阿鸽》
- 《阿鸽作品集》